# 전아름
전아름(1989년 2월 7일 ~ )은 대한민국의 배우이다.

## 학력
- 2007년 ~ 2013년 경성대학교 연극영화학과 학사
- 2014년 ~ 2018년 동국대학교 문화예술대학원 연극영상학과 석사

## 경력
- 2022년 배우로 데뷔

## 출연

### 방송

#### 드라마
- 2022년 KBS 2TV 《태풍의 신부》 - 정지혜 역
- 2025년 KBS 2TV 《독수리 5형제를 부탁해!》- 윤비서 역

### 영화
- 2010년 《카멜리아》 (옴니버스 영화)
- 2013년 《개똥이》 - 진아 역
- 2015년 《션샤인 러브》 - 따귀녀 역
- 2018년 《궁합》 - 공주 역